# Shitfun
Albums de Autopsy
Acts of the Unspeakable
(1992)
Shitfun est le quatrième et ultime album studio du groupe de Death metal américain Autopsy. L’album est sorti en 1995 sous le label Peaceville Records.
L’album a connu une ré-édition en 2003, bien après la séparation du groupe. Dix titres live ont été ajoutés à la liste des titres de l'album.

## Musiciens
- Chris Reifert - Chant, Batterie
- Danny Coralles - Guitare
- Eric Cutler - Guitare
- Freeway Migliore - Basse

## Liste des morceaux
1. Deathmask – 2:50
2. Humiliate Your Corpse – 3:27
3. Fuckdog – 0:42
4. Praise the Children – 3:40
5. The Birthing – 2:12
6. Shiteater – 2:33
7. Formaldehigh – 0:52
8. I Sodomize Your Corpse – 3:40
9. Geek – 4:07
10. Brain Damage – 1:17
11. Blood Orgy – 3:24
12. No More Hate – 2:02
13. Grave Violaters – 4:47
14. Maim Rape Kill Maim – 5:04
15. I Shit on Your Grave – 0:42
16. An End to the Misery – 1:13
17. The 24 Public Mutilations – 3:10
18. Bathe in Fire – 1:41
19. Bowel Ripper – 1:12
20. Burnt to a Fuck – 3:46
21. Exremental Ecstacy – 3:15

### Titres supplémentaires de la ré-édition
1. Slaughterday – 4:02
2. Fiend for Blood – 0:38
3. Fleshcrawl – 0:41
4. Torn from the Womb – 3:05
5. Shit Eater – 2:14
6. Charred Remains – 3:39
7. Death Twitch – 2:16
8. Dead – 2:29
9. Spinal Extractions – 0:24
10. Twisted Mass of Burnt Decay – 2:10